# Salandra
Salandra (Salàndrë in dialetto locale) è un comune italiano di 2 451 abitanti della provincia di Matera in Basilicata.

## Geografia fisica
Il centro abitato sorge su una collina a 598 m s.l.m. nella parte nord-occidentale della provincia di Matera in posizione dominante la valle del torrente Salandrella, che costituisce il corso iniziale del fiume Cavone. Il versante che si affaccia sulla valle della Salandrella è caratterizzato da strapiombi e dai caratteristici calanchi argillosi, mentre invece il versante opposto del territorio comunale, quello che si affaccia sul torrente Gruso, è ricoperto da boschi di querce, che si estendono per oltre 1000 ettari, uliveti e frutteti. Confina a nord con i comuni di Grottole (16 km) e Grassano (25 km), ad est con Ferrandina (18 km), a sud-ovest con San Mauro Forte (11 km) e ad ovest con Garaguso (13 km).
A 3 km dal centro abitato si trova la frazione di Montagnola dove, oltre al piccolo centro abitato, sono situate le strutture sportive del paese, come il palazzetto multifunzionale (PalaSaponara) e lo stadio Comunale.

## Origini del nome
Relativamente all'origine del nome vi sono due ipotesi; secondo la prima deriva dal greco Thalassa andros, nome composto che significa mare di uomini, e quindi dalla colonizzazione della Magna Grecia. La seconda ipotesi fa invece riferimento al dio greco Acheloo, divinità fluviale da cui prese il nome la Salandrella, l'antico Acalandro citato da Plinio il Vecchio nella sua Naturalis historia; il toponimo Salandra potrebbe quindi derivare da Acheloo Andros, cioè uomini dell'Acheloo.

## Storia
Il suo territorio fu abitato dagli Enotri sin dall'VIII secolo a.C., come testimoniato dai resti di un antico villaggio in località Monte Sant'Angelo. L'odierno abitato risale invece all'epoca normanna; le prime notizie ufficiali su Salandra si ritrovano in una bolla papale del 1060. Nel 1119 la contessa Emma di Sicilia, moglie di Rodolfo di Montescaglioso e figlia di Ruggero I d'Altavilla, concesse in dono il feudo di Salandra all'abbazia benedettina di San Michele Arcangelo di Montescaglioso. Successivamente in epoca sveva Salandra fu proprietà del barone Gilberto da Salandra, mentre in epoca angioina passò alla famiglia Sangineto. Nel 1381, in seguito al matrimonio di Margherita di Sangineto con Venceslao Sanseverino, il feudo passò ai Sanseverino, conti di Tricarico. Nel 1485 Antonello Sanseverino, principe di Salerno e capo della Congiura dei Baroni, fu privato di tutti i suoi feudi dal re Ferdinando I di Napoli; il feudo di Salandra fu così venduto e ricomprato più volte negli anni successivi.
Nel 1544 Salandra fu acquistata definitivamente da Francesco Revertera, luogotenente della Regia Camera della Sommaria; i Revertera, diventati duchi di Salandra dal 1614, ne restarono proprietari fino al 1805. Nel 1656 il paese fu colpito dalla peste, ed a seguito di quella calamità fu proclamato patrono san Rocco, il santo taumaturgo. Nel 1799 partecipò attivamente ai moti per la Repubblica Partenopea con l'innalzamento dell'albero della libertà. Successivamente fu duramente colpita dal terremoto del 1857 che sconvolse la Basilicata. Nel 1861, durante il brigantaggio, Salandra fu assaltata dai briganti capeggiati da Crocco e da Borjes: anche se protetto dalla guardia nazionale, il paese fu invaso dai briganti in quanto il popolo, ostile ai signori, aprì un varco ai briganti consentendo loro di entrare nell'abitato. Infatti il paese, difeso dalla Guardia Nazionale, fu attaccato il 6 novembre 1861 dalle masse di Crocco che nelle sue memorie riporta: «Il paese è asserragliato; la guardia mobile e la guardia nazionale forti di 200 fucili hanno occupato il castello feudale e dall'alto della piccola rocca fanno una resistenza validissima. Abbiamo dalla nostra qualche morto e diversi feriti…; ma il popolino è ostile ai signori e dall'interno del chiuso paese mormora e minaccia. Ci viene aperto il passaggio e noi avanziamo in città distruggendo e devastando. I difensori del castello sono nostri prigionieri, qualcuno è malmenato, qualche altro ucciso, i più sono salvi. Il saccheggio e l'incendio durano tutta la notte; i morti sono parecchi, qualcuno è trovato  carbonizzato tra le fumanti macerie.» Ulteriori particolari sull'attacco al paese sono riportati nel diario del Borjès che attribuisce il merito della conquista alla propria azione di comando.
Negli anni della seconda guerra mondiale, tra il 1940 e il 1943, Salandra fu uno dei comuni lucani in cui furono confinati profughi ebrei in internamento civile; furono tutti liberati con l'arrivo dell'esercito alleato nel settembre 1943.

### Simboli
Lo stemma del comune non ha ancora ottenuto un decreto ufficiale di concessione. Su sfondo azzurro vi sono rappresentate due sciabole che si conficcano su un rilievo di tre cime di verde. Il gonfalone è un drappo di azzurro.

## Monumenti e luoghi d'interesse

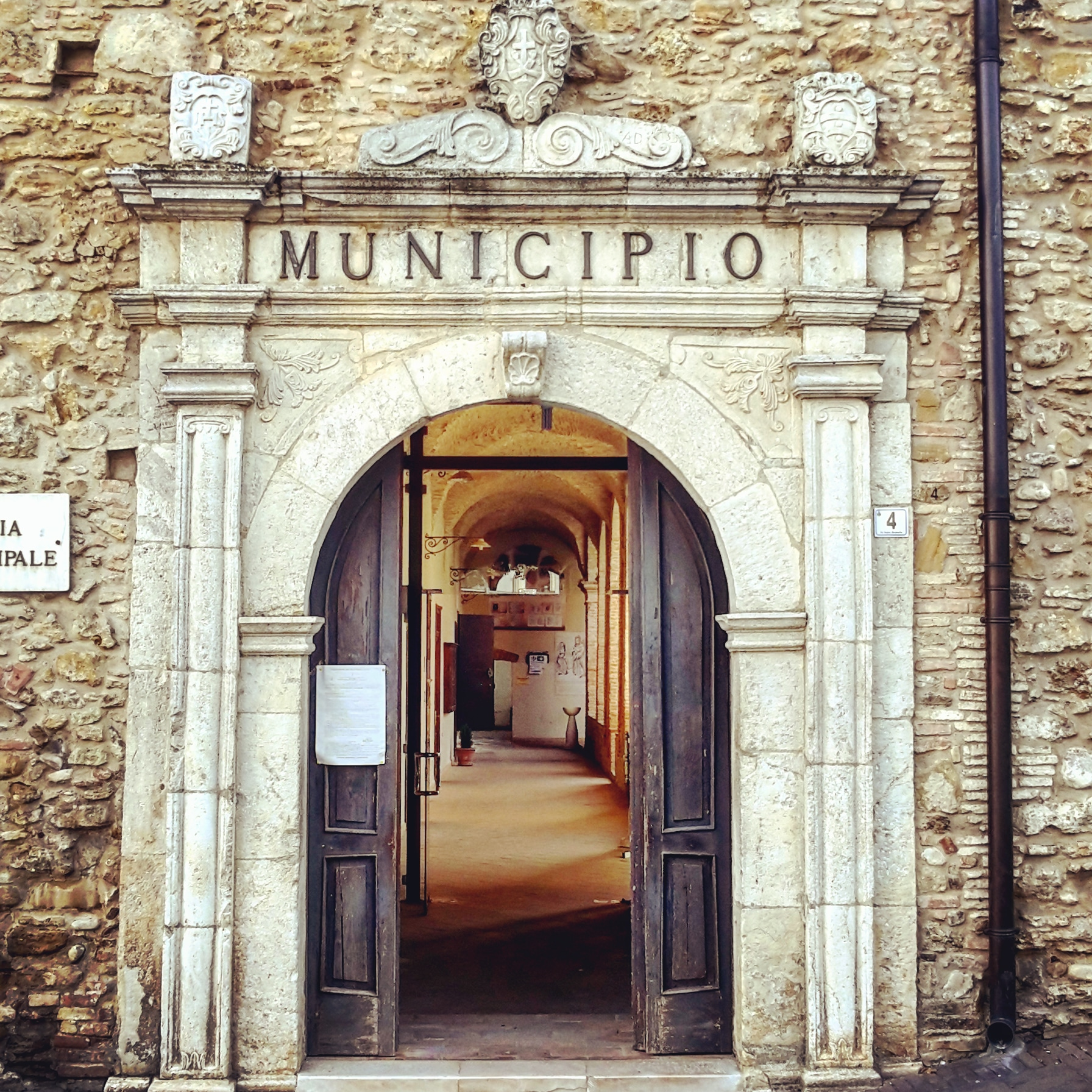
Salandra - convento dei Padri Francescani Riformati

- Il Convento dei Padri Riformati (o di San Francesco): attualmente sede del municipio, fu edificato a partire dal 1573 per volere di Francesco Revertera, signore di Salandra, e la sua costruzione fu sostenuta anche da numerose offerte da parte della popolazione. Il convento, dedicato inizialmente a Sant'Antonio e poi a San Francesco, comprendeva un seminario e fu a lungo sede di Università di Teologia. Vi fu educato anche padre Serafino da Salandra, definitore della provincia di Basilicata e custode dell'ordine dei Riformati, nonché poeta.
- La chiesa di Sant'Antonio, annessa al convento. È caratterizzata da un elegante portale settecentesco abbellito da sculture raffiguranti due leoni in stile romanico. Al suo interno vi sono numerose opere di interesse artistico, tra cui un Polittico di Simone da Firenze[7] del 1530 raffigurante l'Annunciazione, un altro Polittico del 1580 opera di Antonio Stabile ed una lunetta raffigurante la Madonna col Bambino opera di Pietro Antonio Ferro, il pregevole organo della cantoria datato 1570, uno dei più antichi tra quelli funzionanti in Italia, un altare del XVII secolo, numerose tele tra cui l'Ultima Cena, Madonna con bambino, S. Antuono, S. Francesco, S. Gennaro, S. Giovanni Battista, S. Giovanni da Capestrano, S. Leonardo, S. Nicola, S. Rosa, S. Vescovo e S. Vito, tutte attribuite a Domenico Guarino, e statue del XVI e XVII secolo.
- La chiesa Madre: intitolata alla Santissima Trinità, fu edificata tra l'XI ed il XII secolo; fu quasi completamente distrutta dal terremoto del 1857 e ricostruita. La chiesa ha un piccolo campanile con tre campane e l'interno è ad una navata.
- La chiesa della Madonna del Monte: si trova a 7 km dal paese sulla strada che porta alla stazione ferroviaria ed alla Basentana. La chiesetta sorge nel luogo dove la leggenda narra che un pastore, mentre abbatteva un albero, vide al suo interno l'immagine della Madonna. La cappella è stata ingrandita alla fine dell'ottocento, e l'immagine della Vergine è custodita nella nicchia dell'altare. La festa si celebra l'ultima domenica di maggio.
- Il Castello, risalente al XII secolo, è situato nell'antico nucleo medioevale che si trova nella parte alta del paese. Oggi sono visibili i suoi ruderi, ed in particolare due arcate e pochi resti delle mura.

## Società

### Evoluzione demografica
Abitanti censiti

## Infrastrutture e trasporti

### Strade
- Strada provinciale 4
- Strada provinciale Ferrandina - Salandra
- Strada statale 407 Basentana

### Ferrovie
- Stazione di Salandra-Grottole, sulla ferrovia Battipaglia-Potenza-Metaponto

## Amministrazione
| Periodo           | Periodo   | Primo cittadino  | Partito                  | Carica  | Note |
| ----------------- | --------- | ---------------- | ------------------------ | ------- | ---- |
| 21 settembre 2020 | in carica | Giuseppe Soranno | Insieme Viviamo Salandra | Sindaco |      |

## Sport

### Calcio
Calcio a 11 maschile
La principale squadra di calcio è la Polisportiva Salandra che milita nel girone lucano di Prima categoria. È nata il 1º settembre 1969.
Calcio a 5 femminile
L'Ita Salandra è stata la principale squadra lucana di calcio a 5 femminile, in quanto ha militato in Serie A, il massimo livello del campionato nazionale, dalla stagione 2011/2012 alla stagione 2014/2015, prendendo parte anche alle Final Eight.
Calcio a 5 maschile
Il Dea Salandra milita nel campionato di C1.